# Вагаб-отар
Вагаб-отар— кутан Дагестана, расположенный в Бабаюртовском районе.

## Географическое положение
Расположено на территории Бабаюртовского района, к юго-западу от села Бабаюрт.

## История
Бывший чечено-кумыкский хутор Вагаб-отар.